# 奎宿增十九
仙女座41，又名BD+43 234，HD 6658、SAO 36950、HR 324，是仙女座的一颗恒星，视星等为5.03，位于銀經126.08，銀緯-18.83，其B1900.0坐标为赤經1h 2m 16.2s，赤緯+43° -18.83′ 34″。